# Каукенес (провінція)
Провінція Каукенес (ісп. Provincia de Cauquenes) — провінція у Чилі у складі області Мауле. Адміністративний центр — Каукенес. Складається з 2 комун. Територія — 3027,2 км². Населення — 56 940 осіб. Густота населення — 18,81 осіб/км².

## Географія
Провінція розташована на заході області Маулі (область) Маулі.
Провінція межує:
- на півночі — провінція Талька
- на сході — провінція Лінарес
- на півдні - провінції Ітата і Пунілья
- на заході — Тихий океан

## Адміністративний поділ
Провінція включає 3 комуни:
- Каукенес . Адмін.центр - Каукенес.
- Чанко . Адмін.центр - Чанко.
- Пельюуе . Адмін.центр - Кураніпе.

| Чилі | Це незавершена стаття з географії Чилі. Ви можете допомогти проєкту, виправивши або дописавши її. |